# Senatori del Nebraska
Il Nebraska è entrato a far parte degli Stati Uniti d'America a partire il 1° marzo 1867. Come ogni stato elegge due senatori per il Senato degli Stati Uniti, e quelli del Nebraska appartengono alle classe 1 e 2. I senatori attuali sono i repubblicani Deb Fischer e Pete Ricketts.

## Elenco

### Classe 1
| N.      | Foto    | Senatore            | Partito | Partito      | Carica           | Carica           | Congresso                                                 | Mandati               | Elezioni                                                                           |
| N.      | Foto    | Senatore            | Partito | Partito      | Inizio           | Termine          | Congresso                                                 | Mandati               | Elezioni                                                                           |
| ------- | ------- | ------------------- | ------- | ------------ | ---------------- | ---------------- | --------------------------------------------------------- | --------------------- | ---------------------------------------------------------------------------------- |
| 1       |         | Thomas Tipton       |         | Repubblicano | 1° marzo 1867    | 3 marzo 1875     | 39 · 40 · 41 · 42 · 43                                    | 1 1⁄2                 | 1867 · 1869                                                                        |
| 2       |         | Algernon Paddock    |         | Repubblicano | 4 marzo 1875     | 3 marzo 1881     | 44 · 45 · 46                                              | 1                     | 1875 Perse la rielezione                                                           |
| 3       |         | Charles Van Wyck    |         | Repubblicano | 4 marzo 1881     | 3 marzo 1887     | 47 · 48 · 49                                              | 1                     | 1880 Perse la rielezione                                                           |
| 4       |         | Algernon Paddock    |         | Repubblicano | 4 marzo 1887     | 3 marzo 1893     | 50 · 51 · 52                                              | 1                     | 1886 Non ricandidatosi                                                             |
| 5       |         | William V. Allen    |         | Popolo       | 4 marzo 1893     | 3 marzo 1899     | 53 · 54 · 55                                              | 1                     | 1893 Perse la rielezione                                                           |
| Vacante | Vacante | Vacante             | Vacante | Vacante      | 4 marzo 1899     | 8 marzo 1899     | 56                                                        | Elezione non riuscita | Elezione non riuscita                                                              |
| 6       |         | Monroe Hayward      |         | Repubblicano | 8 marzo 1899     | 5 dicembre 1899  | 56                                                        | 1⁄2                   | 1899 Deceduto prima di assumere l'incarico                                         |
| Vacante | Vacante | Vacante             | Vacante | Vacante      | 5 dicembre 1899  | 13 dicembre 1899 | 56                                                        |                       |                                                                                    |
| 7       |         | William V. Allen    |         | Popolo       | 13 dicembre 1899 | 28 marzo 1901    | 56 · 57                                                   | 1⁄2                   | Nominato per terminare il mandato di Hayward Perse l'elezione                      |
| 8       |         | Charles H. Dietrich |         | Repubblicano | 28 marzo 1901    | 3 marzo 1905     | 57 · 58                                                   | 1⁄2                   | Eletto per terminare il mandato di Hayward Non ricandidatosi                       |
| 9       |         | Elmer Burkett       |         | Repubblicano | 4 marzo 1905     | 3 marzo 1911     | 59 · 60 · 61                                              | 1                     | 1905 Non ottenne la ricandidatura                                                  |
| 10      |         | Gilbert Hitchcock   |         | Democratico  | 4 marzo 1911     | 3 marzo 1923     | 62 · 63 · 64 · 65 · 66 · 67                               | 2                     | 1911 · 1916 Perse la rielezione                                                    |
| 11      |         | Robert B. Howell    |         | Repubblicano | 4 marzo 1923     | 11 marzo 1933    | 68 · 69 · 70 · 71 · 72 · 73                               | 1 1⁄2                 | 1922 · 1928 Deceduto                                                               |
| Vacante | Vacante | Vacante             | Vacante | Vacante      | 11 marzo 1933    | 24 maggio 1933   | 73                                                        |                       |                                                                                    |
| 12      |         | William H. Thompson |         | Democratico  | 24 maggio 1933   | 6 novembre 1934  | 73                                                        | 1⁄2                   | Nominato per continuare il mandato di Howell Dimessosi all'elezione del successore |
| 13      |         | Richard C. Hunter   |         | Democratico  | 6 novembre 1934  | 3 gennaio 1935   | 73                                                        | 1⁄2                   | Eletto per terminare il mandato di Howell Non ricandidatosi                        |
| 14      |         | Edward R. Burke     |         | Democratico  | 3 gennaio 1935   | 3 gennaio 1941   | 74 · 75 · 76                                              | 1                     | 1935 Non ottenne la ricandidatura                                                  |
| 15      |         | Hugh A. Butler      |         | Repubblicano | 3 gennaio 1941   | 1 luglio 1954    | 77 · 78 · 79 · 80 · 81 · 82 · 83                          | 2 1⁄2                 | 1940 · 1946 · 1952 Deceduto                                                        |
| Vacante | Vacante | Vacante             | Vacante | Vacante      | 1 luglio 1954    | 3 luglio 1954    | 83                                                        |                       |                                                                                    |
| 16      |         | Samuel W. Reynolds  |         | Repubblicano | 3 luglio 1954    | 7 novembre 1954  | 83                                                        | 1⁄2                   | Nominato per continuare il mandato di Butler Dimessosi all'elezione del successore |
| 17      |         | Roman Hruska        |         | Repubblicano | 7 novembre 1954  | 27 dicembre 1976 | 83 · 84 · 85 · 86 · 87 · 88 · 89 · 90 · 91 · 92 · 93 · 94 | 3 1⁄2                 | Eletto per terminare il mandato di Butler · 1958 · 1964 · 1970 Dimessosi           |
| 18      |         | Edward Zorinsky     |         | Democratico  | 28 dicembre 1976 | 6 marzo 1987     | 94 · 95 · 96 · 97 · 98 · 99 · 100                         | 1 1⁄2                 | Nominato per terminare il mandato di Hruska · 1976 · 1982 Deceduto                 |
| Vacante | Vacante | Vacante             | Vacante | Vacante      | 6 marzo 1987     | 11 marzo 1987    | 100                                                       |                       |                                                                                    |
| 19      |         | David Karnes        |         | Repubblicano | 11 marzo 1987    | 3 gennaio 1989   | 100                                                       | 1⁄2                   | Nominato per terminare il mandato di Zorinsky Perse la rielezione                  |
| 20      |         | Bob Kerrey          |         | Democratico  | 3 gennaio 1989   | 3 gennaio 2001   | 101 · 102 · 103 · 104 · 105 · 106                         | 2                     | 1988 · 1994 Non ricandidatosi                                                      |
| 21      |         | Ben Nelson          |         | Democratico  | 3 gennaio 2001   | 3 gennaio 2013   | 107 · 108 · 109 · 110 · 111 · 112                         | 2                     | 2000 · 2006 Non ricandidatosi                                                      |
| 22      |         | Deb Fischer         |         | Repubblicano | 3 gennaio 2013   | in carica        | 113 · 114 · 115 · 116 · 117 · 118 · 119 · 120 · 121       | 3                     | 2012 · 2018 · 2024                                                                 |

### Classe 2
| N.      | Foto    | Senatore             | Partito | Partito                       | Carica           | Carica           | Congresso                                                                | Mandati               | Elezioni                                                                           |
| N.      | Foto    | Senatore             | Partito | Partito                       | Inizio           | Termine          | Congresso                                                                | Mandati               | Elezioni                                                                           |
| ------- | ------- | -------------------- | ------- | ----------------------------- | ---------------- | ---------------- | ------------------------------------------------------------------------ | --------------------- | ---------------------------------------------------------------------------------- |
| 1       |         | John Thayer          |         | Repubblicano                  | 1 marzo 1867     | 3 marzo 1871     | 39 · 40 · 41                                                             | 1                     | 1867 Perse la rielezione                                                           |
| 2       |         | Phineas Hitchcock    |         | Repubblicano                  | 4 marzo 1871     | 3 marzo 1877     | 42 · 43 · 44                                                             | 1                     | 1870 Perse la rielezione                                                           |
| 3       |         | Alvin Saunders       |         | Repubblicano                  | 4 marzo 1877     | 3 marzo 1883     | 45 · 46 · 47                                                             | 1                     | 1877                                                                               |
| 4       |         | Charles F. Manderson |         | Repubblicano                  | 4 marzo 1883     | 3 marzo 1895     | 48 · 49 · 50 · 51 · 52 · 53                                              | 2                     | 1883 · 1888                                                                        |
| 5       |         | John Mellen Thurston |         | Repubblicano                  | 4 marzo 1895     | 3 marzo 1901     | 54 · 55 · 56                                                             | 1                     | 1895 Non ricandidatosi                                                             |
| Vacante | Vacante | Vacante              | Vacante | Vacante                       | 4 marzo 1901     | 23 marzo 1901    | 57                                                                       | Elezione non riuscita | Elezione non riuscita                                                              |
| 6       |         | Joseph Millard       |         | Repubblicano                  | 23 marzo 1901    | 3 marzo 1907     | 57 · 58 · 59                                                             | 1⁄2                   | 1901 Non ricandidatosi                                                             |
| 7       |         | Norris Brown         |         | Repubblicano                  | 4 marzo 1907     | 3 marzo 1913     | 60 · 61 · 62                                                             | 1                     | 1907 Perse la rielezione                                                           |
| 8       |         | George W. Norris     |         | Repubblicano poi Indipendente | 4 marzo 1913     | 3 gennaio 1943   | 63 · 64 · 65 · 66 · 67 · 68 · 69 · 70 · 71 · 72 · 73 · 74 · 75 · 76 · 77 | 5                     | 1913 · 1918 · 1924 · 1930 · 1936 Perse la rielezione                               |
| 9       |         | Kenneth S. Wherry    |         | Repubblicano                  | 3 gennaio 1943   | 29 novembre 1951 | 78 · 79 · 80 · 81 · 82                                                   | 1 1⁄2                 | 1942 · 1948 Deceduto                                                               |
| Vacante | Vacante | Vacante              | Vacante | Vacante                       | 29 novembre 1951 | 10 dicembre 1951 | 82                                                                       |                       |                                                                                    |
| 10      |         | Fred Andrew Seaton   |         | Repubblicano                  | 10 dicembre 1951 | 5 novembre 1952  | 82                                                                       | 1⁄2                   | Nominato per continuare il mandato di Wherry Dimessosi all'elezione del successore |
| 11      |         | Dwight P. Griswold   |         | Repubblicano                  | 5 novembre 1952  | 12 aprile 1954   | 82 · 83                                                                  | 1⁄2                   | Eletto per terminare il mandato di Wheey Deceduto                                  |
| Vacante | Vacante | Vacante              | Vacante | Vacante                       | 12 aprile 1954   | 16 aprile 1954   | 83                                                                       |                       |                                                                                    |
| 12      |         | Eva Bowring          |         | Repubblicano                  | 16 aprile 1954   | 8 novembre 1954  | 83                                                                       | 1⁄2                   | Nominata per continuare il mandato di Wherry Dimessasi all'elezione del successore |
| 13      |         | Hazel Abel           |         | Repubblicano                  | 8 novembre 1954  | 1 gennaio 1955   | 83                                                                       | 1⁄2                   | Eletta per terminare il mandato di Sherry Dimessasi                                |
| 14      |         | Carl Curtis          |         | Repubblicano                  | 1 gennaio 1955   | 3 gennaio 1979   | 84 · 85 · 86 · 87 · 88 · 89 · 90 · 91 · 92 · 93 · 94 · 95                | 4                     | 1954 · 1960 · 1966 · 1972 Non ricandidatosi                                        |
| 15      |         | J. James Exon        |         | Democratico                   | 3 gennaio 1979   | 3 gennaio 1997   | 96 · 97 · 98 · 99 · 100 · 101 · 102 · 103 · 104                          | 3                     | 1978 · 1984 · 1990 Non ricadidatosi                                                |
| 16      |         | Chuck Hagel          |         | Repubblicano                  | 3 gennaio 1997   | 3 gennaio 2009   | 105 · 106 · 107 · 108 · 109 · 110                                        | 2                     | 1996 · 2002 Non ricandidatosi                                                      |
| 17      |         | Mike Johanns         |         | Repubblicano                  | 3 gennaio 2009   | 3 gennaio 2015   | 111 · 112 · 113                                                          | 1                     | 2008 Non ricandidatosi                                                             |
| 18      |         | Ben Sasse            |         | Repubblicano                  | 3 gennaio 2015   | 8 gennaio 2023   | 114 · 115 · 116 · 117 · 118                                              | 1 1⁄2                 | 2014 · 2020 Divenuto presidente dell'Università della Florida                      |
| Vacante | Vacante | Vacante              | Vacante | Vacante                       | 8 gennaio 2023   | 25 gennaio 2023  | 118                                                                      |                       |                                                                                    |
| 19      |         | Pete Ricketts        |         | Repubblicano                  | 25 gennaio 2023  | in carica        | 118 · 119                                                                | 1⁄2                   | Eletto per terminare il mandato di Sasse                                           |